# Johann Volkmar Bechmann
Johann Volkmar Bechmann (* 23. Dezember 1624 in Vippachedelhausen; † 13. Juli 1689 in Jena) war ein deutscher Rechtswissenschaftler.

## Leben
Bechmann war der Sohn des Pfarrers und Dichters Johann Friedrich Bechmann (* um 1580 in Kapellendorf; † 25. Mai 1661 in Vippachedelhausen) und dessen Frau Sara, Tochter des Weimarer Stadtrichters Johann (Hans) Hilgund. Zur Zeit seiner Geburt wurde sein Heimatort noch Fiedelhausen genannt.
Nach erster Ausbildung durch seinen Vater besuchte er die Schule in Weimar und das Gymnasium in Gotha. 1643 bezog er die Universität Jena, wo er anfänglich philosophische und dann juristische Studien der Instituten bei Rudolph Wilhelm Krause der Ältere absolvierte. Danach setzte er an der Universität Wittenberg und an der Universität Helmstedt seine Ausbildung fort. 1646 kehrte er nach Jena zurück, wo er seine Studien zu den Instituten und Pandeken bei Georg Adam Struve, Christoph Philipp Richter und Erasmus Ungebaur weiterführte.
Am 4. Oktober 1649 wurde er mit einer Abhandlung zum Strafrecht unter Ungebaur zum Doktor der Rechte promoviert und wurde anschließend Advokat am Jenaer Provinzgericht. Als solcher beteiligte er sich am Disputationsbetrieb der Hochschule und wurde am 19. April 1658 außerordentlicher Professor der Rechte derselben. Am 15. Juli 1659 übernahm er dort eine ordentliche Professur, wurde Assessor des Hofgerichts und Schöppenstuhls in Jena sowie sächsischer Rat. Nachdem er einige Zeit in dieser Aufgabe gewirkt hatte, erhob ihn Kaiser Leopold I in den Adelsstand eines Pfalzgrafen und er wurde damit verbunden Erbherr in Obertrebra. Zudem beteiligte sich Bechmann an den organisatorischen Aufgaben der Salana. So war er mehrmals Dekan der Juristenfakultät und in den Sommersemestern 1662, 1670, 1676 sowie 1686 Rektor der Alma Mater.

## Werke (Auswahl)
- Disputatio inauguralis juridica De concursu actionum poenalium & realium. Jena 1649 (books.google.de).
- Dubia juridica varia. Jena 1652 (books.google.de).
- Disp. jur. De nuptiis. Jena 1653 (books.google.de).
- Disputatio Iuridico-Politica De Republica In Genere Et In Specie Considerata. Jena 1654 (books.google.de).
- Exercitium legale de evictionibus. Jena 1655 (books.google.de).
- Specimen Juridicum Continens Quaestiones varias. Jena 1656 (books.google.de).
- Discursus iuridicus exhibens studiosorum privilegia. Jena 1657 (books.google.de).
- Exercitatio juridica de evictionibus. Jena 1658 (books.google.de).
- Discursus iuris publ. de statu imperii Romani. Jena 1659 (books.google.de).
- Diss. de confraternitate principum. Jena 1660 (books.google.de).
- Disputatio Inauguralis Juridica De jure Nonscripto. Jena 1661 (books.google.de).
- Dissertatio juridica inauguralis de barrattaria. Jena 1662 (books.google.de).
- Disputatio inauguralis iuridica de natura atque differentiis actionum bonae fidei et stricti Juris in Jure civili. Jena 1663 (books.google.de).
- Disp. iur. de braxatione. Jena 1664 (books.google.de).
- Dissertatio Juridica De Fructibus. Jena 1665 (books.google.de).
- Exercitatio acad. iuris publ. de illustrioribus imperii Germanici Dicasteriis ccamerali aulico, Rotwilensi. Jena 1666 (books.google.de).
- Disputatio Inauguralis Juridica theorico-practica De quartis. Jena 1667 (books.google.de).
- Disp. iur. de poenitentia. Jena 1668 (books.google.de).
- Commentatio ad auream bullam Car. IV. imper. Jena 1669 (books.google.de).
- Disquisitio Academica De Interesse Creditorum. Jena 1670 (books.google.de).
- Discursum hunc Juridicum De Nuptiis personarum illustrum. Jena 1671 (books.google.de).
- Dissertatio Inauguralis de Privilegiis Mulierum. Von den weiblichen Frey- und Gerechtigkeiten. Jena 1672 (books.google.de).
- Dissertatione Academica, Ubi Fides Non Servanda. Jena 1673 (books.google.de).
- Diss. jur. Inaug. De Sub- et Obreptione. Jena 1674 (reader.digitale-sammlungen.de).
- Disputatio iuridica inauguralis de potestate legis in principem. Jena 1675 (books.google.de).
- De eo, quod circa equos publice privatimque iustum est. Jena 1676 (books.google.de)., Wittenberg 1733 (books.google.de).
- Disp. inaug. de delictis poena gladii coercendis. Jena 1677 (books.google.de).
- Dissertatio Juridica Inauguralis De Jure Consiliorum. Jena 1678 (books.google.de).
- De augmento disputatio iuridica inauguralis. Jena 1679 (books.google.de).
- Dissertationem inauguralem De imperitia et infirmitate. Jena 1680.
- Disp. iur. inaug. de actorum publicorum authoritate. Jena 1681 (books.google.de).
- Diss. jur. de jure retractus. Jena 1683 (books.google.de).
- De Coitu Damnato. Von gründlichen Vermischungen. Jena 1684 (books.google.de).
- Disputatio Juridica de Pacto Commissorio. Jena 1685 (books.google.de).
- Dissertationem inauguralem de actionibus limitatis. Jena 1686 (books.google.de).
- Diss. Inaug. De media jurisprudentia. Jena 1687 (books.google.de).
- Institutiones iuris publici axiomaticae juxta ordinem analyticum, Compositae cum Analectis potissimum Lib. I. De Jure Naturae et Gentium, quibus accessit Epinomis Epistola Hugo Grotii de Methodo Studii Juridici. Jena 1688 (books.google.de).
- Tractatus de Studiosorum Privilegiis una cum D. Pactis Adjectis. Edito Quarta. Jena 1691 (books.google.de).